# Josep Maria Ferrer i Roca
Josep Maria Ferrer i Roca és un editor català. El 1963 inicià la seva activitat professional a Edicions 62 i formà part de l'equip impulsor de la Gran Enciclopèdia Catalana. A partir de 1973 s'incorporà com a gerent al DIGEC, empresa editora de la Gran Enciclopèdia Catalana. Una vegada enllestida la publicació d'aquesta obra, va continuar la seva activitat dins del nou Grup Enciclopèdia Catalana. L'any 1985 participà en el rellançament de l'editorial Proa i des de 1991 fins a 2005, moment de la seva jubilació, fou el cap d'edició de Grans Obres. Actualment, és patró de la Fundació Enciclopèdia Catalana.